# Ascetocythere lita
Ascetocythere lita är en kräftdjursart som beskrevs av Hobbs och Hobbs III 1970. Ascetocythere lita ingår i släktet Ascetocythere och familjen Entocytheridae. Inga underarter finns listade i Catalogue of Life.